# Tensão no Rio
Tensão no Rio é um filme brasileiro de drama do ano de 1982, com roteiro e direção de Gustavo Dahl.

## Enredo
O filme desloca para a questão do drama, objetivando lidar com grandes conspirações. O autor preocupou-se em dar um senso de humor, usando o sarcasmo e um país fantasioso, para trazer as problemáticas do enredo para a realidade; uma obra nada sutil, em período de redemocratização do Brasil. Assim que o filme se inicia, um grande letreiro alerta quem o está assistindo que qualquer semelhança com a realidade é uma mera coincidência, afinal na época o Brasil passava por um período de redemocratização. O enredo  trata das complicadas relações externas entre o Brasil e o país imaginário de Valdívia.
Engajando ao sarcasmo, contém uma taxa de referência que passa ao longo de toda a trama. As convenções do Thriller político são praticamente predominantes no longa, e se fazem presentes logo na primeira cena. Quando um casal conversa sobre a futilidade vivida no cotidiano, em frente ao prédio oficial do Rio de Janeiro, eles se despedem.  Então, surge o marido (Raul Cortez), que é um ex-ministro do país imaginário de Valdívia, que está exilado em solo brasileiro. Ao entrar no carro dá-se uma enorme explosão, que conseguiu ser bem sucedida por um close nas feições desesperadas da sua esposa (Lilian Lemmertz). Uma curiosidade é que ela não volta a aparecer, mas ainda assim é a diva de Walter Hugo Khouri.
Após esse fato, o presidente de Valdívia (Anselmo Duarte), que traz uma caracterização de generais latinos, torna-se o ponto central do longa. Entre outros fatos desencadeados, vem também a crise que muda o eixo político, e que causa um escândalo que afeta jornalistas, políticos, adido militar, subordinados, trazendo cada um deles as suas próprias misérias e patologias, nas quais agem com mecanismos de matança e é claro exploração da mídia.

## Elenco
- Norma Bengell ...Dona Dolores[2]
- Anselmo Duarte ...Presidente de Valdivía
- Nelson Xavier ...Coronel Flores
- Raul Cortez ...Eduardo Scosteguy
- Ana Maria Magalhães ...Sandra Mattos
- Ivan Cândido ...Chefe de Segurança
- Ira Lee ...Robert Steiberg
- Gracindo Júnior  ...Juan
- Lilian Lemmertz ...Viúva de Scosteguy
- José Lewgoy ...Tibério, o vidente
- Dina Sfat ...Amante do Presidente
- Procópio Mariano  ...Escrivão
- Eliana Araujo
- Lu Meireles ...Secretária de Scosteguy
- Paulo César Peréio ...Oficial de Coronel de Vendas
- Sílvia Pfeifer ...Celine
- Fábio Sabag ...Embaixador
- Marcos Soares ...Ajudante de Ordens
- Flávio São Thiago
- Maria Pompeu
- Roberto de Cleto